# Конференция США
Конференция США (англ. Conference USA) — спортивная студенческая конференция в США, чьи члены расположены в южном регионе США. Штаб-квартира расположена в Ирвинге (Техас). Конференция SEC входит в первый дивизион Национальной ассоциации студенческого спорта.
C-USA была основана в 1995 году в результате слияния двух конференций первого дивизиона — конференции Метро и Великой среднезападной конференции, обе из которых не финансировали футбольные программы. Чтобы набрать 12 членов (университеты Дэйтона, Виргинии Тех и Политехнический университет Виргинии не вошли в новую конференцию после слияния), конференция пригласила к себе Хьюстонский университет, однако он не мог выступать в C-USA, так как выступал последний год в Юго-Восточной конференции. После создания конференции, её члены стали соревноваться по всем видам спорта, кроме американского футбола, чемпионат по которому начался в 1996 году.

## Члены конференции

### Действующие члены
| Университет                                                 | Место положения (Население)              | Основан            | Тип                | Студентов          | Рейтинг США            | Вступил            | Прозвище                                   | Маскот                    | Видов спорта       |
| Восточный дивизион                                          | Восточный дивизион                       | Восточный дивизион | Восточный дивизион | Восточный дивизион | Восточный дивизион     | Восточный дивизион | Восточный дивизион                         | Восточный дивизион        | Восточный дивизион |
| ----------------------------------------------------------- | ---------------------------------------- | ------------------ | ------------------ | ------------------ | ---------------------- | ------------------ | ------------------------------------------ | ------------------------- | ------------------ |
| Университет Алабамы в Бирмингеме                            | Бирмингем (Алабама) (1 128 047)          | 1969               | Государственный    | 18 498             | 152 (Национальный)     | 1995               | Блэйзерс                                   | Blaze                     | 17                 |
| Восточно-Каролинский университет                            | Гринвилл (Северная Каролина) (192 690)   | 1907               | Государственный    | 27 386             | 181 (Национальный)     | 20011              | Пайрэтс                                    | PeeDee                    | 19                 |
| Университет Флориды Атлантический                           | Бока-Ратон (Флорида) 5 564 635           | 1961               | Государственный    | 29 290             | 207-270 (Национальный) | 2013               | Оулс                                       | Owsley                    | 19                 |
| Международный университет Флориды                           | Майами (Флорида) 5 564 635               | 1965               | Государственный    | 47 966             | 207-270 (Национальный) | 20132              | Пантерс                                    | Roary                     | 17                 |
| Университет Маршалла                                        | Хантингтон (Западная Виргиния) (286 012) | 1837               | Государственный    | 14 196             | 39 (Региональный: Юг)  | 2005               | Тандеринг Херд                             | Marco                     | 15                 |
| Middle Tennessee State University                           | Марфрисборо (Теннесси) 1 589 934         | 1911               | Государственный    | 24 192             | 207-270 (Национальный) | 2013               | Блу Райдерс                                | Lightning                 | 15                 |
| Южно-Миссисипский университет                               | Хэттисбург (Миссисипи) (148 546)         | 1910               | Государственный    | 16 506             | 207-270 (Национальный) | 1995               | Голден Иглз                                | Seymour d’Campus          | 14                 |
| Западный дивизион                                           |                                          |                    |                    |                    |                        |                    |                                            |                           |                    |
| Технологический университет Луизианы                        | Растон (Луизиана) 58 349                 | 1894               | Государственный    | 11 581             | 190 (Национальный)     | 2013               | Бульдогс (мужчины) Леди Текстерс (женщины) | Tech & Champ              | 16                 |
| Университет северного Техаса                                | Дентон (Техас) (6 526 548)               | 1890               | Государственный    | 35 722             | 207-270 (Национальный) | 2013               | Мин Грин                                   | Scrappy, the Eagle Mascot | 16                 |
| Университет Райса                                           | Хьюстон (Техас) (6 086 538)              | 1912               | Частный            | 6082               | 18 (Национальный)      | 2005               | Оулс                                       | Sammy the Owl             | 16                 |
| Университет Техаса в Эль-Пасо                               | Эль-Пасо (Техас) (820 790)               | 1914               | Государственный    | 22 640             | 207-270 (Национальный) | 2005               | Майнерс                                    | Paydirt Pete              | 15                 |
| Университет Техаса в Сан-Антонио                            | Сан-Антонио (Техас) 2 194 297            | 1969               | Государственный    | 31 114             | 207-270 (Национальный) | 2013               | Роадраннерс                                | Rowdy                     | 16                 |
| Тулейнский университет                                      | Новый Орлеан (Луизиана) (1 167 764)      | 1834               | Частный            | 13 359             | 52 (Национальный)      | 1995               | Грин Вэйв                                  | Riptide/Gumby             | 16                 |
| Университет Талсы                                           | Талса (Оклахома) (946 962)               | 1894               | Частный            | 4256               | 86 (Национальный)      | 2005               | Голден Харрикейн                           | Captain 'Cane             | 18                 |
| Члены, не участвующие в чемпионате по американскому футболу |                                          |                    |                    |                    |                        |                    |                                            |                           |                    |
| Университет Олд Доминион                                    | Норфолк (Виргиния) 1 671 683             | 1930               | Государственный    | 24 125             | 207-270 (Национальный) | 20134              | Монархс (мужчины) Леди Монархс (женщины)   | Big Blue                  | 18                 |
| Университет Северной Каролины в Шарлотте                    | Шарлотт (Северная Каролина) 1 758 038    | 1946               | Государственный    | 26 232             | 201 (Национальный)     | 20133              | Форти Найнерс                              | Norm the Niner            | 17                 |

### Будущие члены
В 2014 году Олд Доминион сыграет восемь игр против соперников с конференции, таким образом сможет участвовать в чемпионате C-USA, однако команда не сможет участвовать в играх пост-сезона. Команда Шарлотты официально сможет участвовать в чемпионате конференции по американскому футболу в сезоне 2015 года. 1 апреля 2013 года было объявлено, что университет Западного Кентукки выйдет из состава конференции Sun Belt и вступит в конференцию США.
| Университет                    | Прозвище    | Место положение (Население)     | Основан | Тип             | Студентов | Рейтинг США           | Вступит |
| ------------------------------ | ----------- | ------------------------------- | ------- | --------------- | --------- | --------------------- | ------- |
| Университет Западного Кентукки | Хиллтруперс | Боулинг Грин (Кентукки) 162 231 | 1906    | Государственный | 21 048    | 30 (Региональный: Юг) | 2014    |

### Присоединившиеся члены
| Университет                               | Прозвище       | Место положения                | Основан | Тип             | Студентов | Основная конференция     | Спорт в C-USA    |
| ----------------------------------------- | -------------- | ------------------------------ | ------- | --------------- | --------- | ------------------------ | ---------------- |
| Университет Алабамы                       | Кримсон Тайд   | Таскалуса (Алабама)            | 1831    | Государственный | 31 747    | SEC                      | Женская гребля   |
| Колледж Колорадо                          | Тайгерс        | Колорадо-Спрингс (Колорадо)    | 1874    | Частный         | 2011      | SCAC (NCAA Division III) | Женский футбол   |
| Канзасский университет                    | Джейхокс       | Лоренс (Канзас)                | 1865    | Государственный | 30 004    | Big 12                   | Женская гребля   |
| Университет штата Канзас                  | Уайлдкэтс      | Манхэттан (Канзас)             | 1863    | Государственный | 23 588    | Big 12                   | Женская гребля   |
| Кентуккийский университет                 | Уайлдкэтс      | Лексингтон (Кентукки)          | 1865    | Государственный | 26 054    | SEC                      | Мужской футбол   |
| Университет Нью Мексико                   | Лобос          | Альбукерке (Нью-Мексико)       | 1889    | Государственный | 35 211    | Mountain West            | Мужской футбол   |
| Университет Оклахомы                      | Сунерс         | Норман (Оклахома)              | 1890    | Государственный | 29 721    | Big 12                   | Женская гребля   |
| Университет штата Калифорния в Сакраменто | Хорнетс        | Сакраменто (Калифорния)        | 1947    | Государственный | 27 972    | Big Sky                  | Женская гребля   |
| Университет штата Калифорния в Сан-Диего  | Ацтекс         | Сан-Диего (Калифорния)         | 1947    | Государственный | 28 789    | Mountain West            | Женская гребля   |
| Университет Южной Каролины                | Геймкокс       | Колумбия (Южная Каролина)      | 1801    | Государственный | 28 481    | SEC                      | Мужской футбол   |
| Университет Теннесси                      | Леди Волонтирс | Ноксвилл (Теннесси)            | 1794    | Государственный | 27 523    | SEC                      | Женская гребля   |
| Техасский университет в Остине            | Лонгхорнс      | Остин (Техас)                  | 1883    | Государственный | 51 195    | Big 12                   | Женская гребля   |
| Университет Западной Виргинии             | Маунтэйнирс    | Моргантаун (Западная Виргиния) | 1867    | Государственный | 29 306    | Big 12                   | Женская гребля   |
| Университет Западного Кентукки            | Леди Труперс   | Боулинг Грин (Кентукки)        | 1906    | Государственный | 21 048    | Sun Belt                 | Женское плавание |

### Бывшие члены
| Университет                                       | Место положения         | Основан | Тип               | Студентов | Прозвище     | Присоединился | Покинул | Нынешняя конференция                                                        |
| ------------------------------------------------- | ----------------------- | ------- | ----------------- | --------- | ------------ | ------------- | ------- | --------------------------------------------------------------------------- |
| Военная академия США (только американский футбол) | Вест-Пойнт (Нью-Йорк)   | 1802    | Правительственный | 4624      | Блэк Найтс   | 1998          | 2005    | Патриотическая лига (все виды спорта) FBS независимая (американский футбол) |
| Университет Центральной Флориды                   | Орландо (Флорида)       | 1963    | Государственный   | 60 181    | Найтс        | 2005          | 2013    | American                                                                    |
| Университет Цинциннати                            | Цинциннати (Огайо)      | 1819    | Государственный   | 33 329    | Беаркэтс     | 1995          | 2005    | American                                                                    |
| Университет Де Поля                               | Чикаго (Иллинойс)       | 1898    | Частный           | 24 966    | Блу Димонс   | 1995          | 2005    | Big East                                                                    |
| Хьюстонский университет                           | Хьюстон (Техас)         | 1927    | Государственный   | 40 747    | Кугарс       | 1996*         | 2013    | American                                                                    |
| Луисвиллский университет                          | Луисвилл (Кентукки)     | 1798    | Государственный   | 22 293    | Кардиналс    | 1995          | 2005    | American (ACC с 2014)                                                       |
| Университет Маркетта                              | Милуоки (Висконсин)     | 1881    | Частный           | 12 002    | Голден Иглз  | 1995          | 2005    | Big East                                                                    |
| Университет Мемфиса                               | Мемфис (Теннесси)       | 1912    | Государственный   | 22 365    | Тайгерс      | 1995          | 2013    | American                                                                    |
| Сент-Луисский университет                         | Сент-Луис (Миссури)     | 1818    | Частный           | 13 785    | Билликенс    | 1995          | 2005    | Atlantic 10 (A-10)                                                          |
| Южно-Флоридский университет                       | Тампа (Флорида)         | 1956    | Государственный   | 47 646    | Буллз        | 1995          | 2005    | American                                                                    |
| Южный методистский университет                    | Юниверсити Парк (Техас) | 1911    | Государственный   | 12 000    | Мустангс     | 2005          | 2013    | American                                                                    |
| Техасский христианский университет                | Форт-Уэрт (Техас)       | 1873    | Частный           | 9725      | Хорнед Фрогс | 2001          | 2005    | Big 12                                                                      |

* — Хьюстон был одним из основателей конференции США в 1995 году, однако не принимал участие в соревнованиях до 1996 года, так как последний год выступал в Юго-Западной конференции.